# Gustav Radde
Gustav Ferdinand Richard Radde (Danzica, 27 novembre 1831 – Tbilisi, 2 marzo 1903) è stato un esploratore e naturalista tedesco.

## Biografia
Radde, figlio di un maestro di scuola, ricevette una scarsa educazione di base e intraprese la carriera di farmacista. Si interessò notevolmente alla storia naturale e nel 1852 abbandonò la sua carriera e trascorse due anni in Crimea con il botanico Christian von Steven, collezionando sia piante che animali. Effettuò viaggi su maggiori distanze in Russia meridionale con Johann Friedrich von Brandt e Karl Ernst von Baer. Fu botanico e zoologo nella Spedizione Est-Siberiana del 1855, guidata dall'astronomo Ludwig Schwarz.
Nel 1864 si stabilì infine a Tbilisi. Nello stesso anno esplorò la regione circostante il monte Elbrus, il monte più alto del Paleartico occidentale. Oltre a collezionare molte piante registrò le lingue, le ballate e i costumi delle tribù locali.  Fondò un museo ed una biblioteca a Tbilisi per esporre le sue scoperte. Le sue spedizioni a scopo di raccolta comprendono visite lungo la costa del mar Nero e oltre i margini orientali del mar Caspio, fino ad Askhabad. Nel 1895 navigò fino all'India e al Giappone con il Granduca Michele e due anni dopo fu il naturalista ufficiale di una visita dei membri della famiglia imperiale russa in Nordafrica.
Le sue pubblicazioni comprendono Ornis Caucasica (1884) e Reisen im Süden von Ost-Sibirien in den Jahren 1855-59 (1862-1863). Nel 1884 venne onorato con la presidenza del primo Congresso Ornitologico Internazionale a Vienna. Fu anche un membro onorario della D. O.-G. ed un membro estero dell'Unione degli Ornitologi Britannici e della Società Zoologica di Londra.
Tra gli animali che portano il suo nome ci sono uccelli, come il luì di Radde e il sordone di Radde, e il rospo di Radde, o rospo siberiano (delle sabbie) (Bufo raddei).